# Ов'єдо
Ов'єдо (ісп. Oviedo, аст. Uviéu) — муніципалітет і місто в Іспанії, столиця автономної спільноти Астурія, провінція Астурія, комарка Ов'єдо. Осередок Ов'єдської архідіоцезії Католицької церкви. Головна окраса міста — Ов'єдський собор, де зберігається цінна християнська реліквія Господній судар. В місті розташований університет. Площа муніципалітету — 186,65 км², населення муніципалітету — 224 005 ос. (2009); густота населення — 
. Висота над рівнем моря — 336 м. Поштовий індекс — 33001 — 33013.

## Назва
- Ов'єдо, або Овієдо (ісп. Oviedo, МФА: [oˈβjeðo]) — іспанська назва
- Оветум, або Овето (лат. Ovetum, Oveto) — латинські назви.
- Ув́'є (аст. Uviéu) — астурійська назва.

## Географія
Місто розташоване на відстані близько 370 км на північний захід від Мадрида.

## Історія
Ов'єдо засноване у 761 році ченцями Махімо і Фроместанусом, через кілька років астурійський король Фруела I надав йому статус міста, а наступний король Альфонсо II переніс сюди столицю держави з Правії. До того часу відноситься будівництво багатьох споруд унікальної архітектури міста, що є сумішшю вестготських, римських та нордичних традицій. На початку 10 століття, після смерті Альфонсо III, столиця була перенесена звідси до Леона.

## Демографія
Динаміка населення (INE ):

## Парафії
1. Агуерія
2. Бендонес
3. Бош
4. Браньєс
5. Вільяперес
6. Касес
7. Крусес
8. Годос
9. Латорес
10. Лільйо
11. Ліманес
12. Лоріана
13. Манхойя
14. Мансанеда
15. Наранко
16. Навес
17. Нора
18. Ольйоньєго
19. Ов'єдо
20. Пандо
21. Переда
22. П'єдрамуельє
23. Пінторія
24. Пріоріо
25. Пуерто
26. Сан-Клаудіо
27. Сантіанес
28. Сограндіо
29. Трубія
30. Удріон

## Релігія
- Центр Ов'єдівської архідіоцезії Католицької церкви.

## Освіта
- В муніципалітети розташований центральний кампус Ов'єдського університету.

## Уродженці
- Альфонсо II Цнотливий (760/765—842) — король Астурії у 791—842 роках
- Ордоньйо I (821—866) — король Астурії у 850—866 роках
- Фруела II (875—925) — останній король Астурії (910—924), король Леона (924—925)
- Рікардо Родрігес Суарес (* 1974) — футбольний тренер
- Луїс Гарсія (* 1981) — іспанський футболіст, нападник.
- Хав'єр Паредес (* 1982) — іспанський футболіст, захисник.
- Адріан Колунга (* 1984) — іспанський футболіст, нападник.
- Фернандо Алонсо (* 1981) – іспанський автогонщик

## Міста-побратими
- Сантандер

## Галерея зображень

Розташування муніципалітету
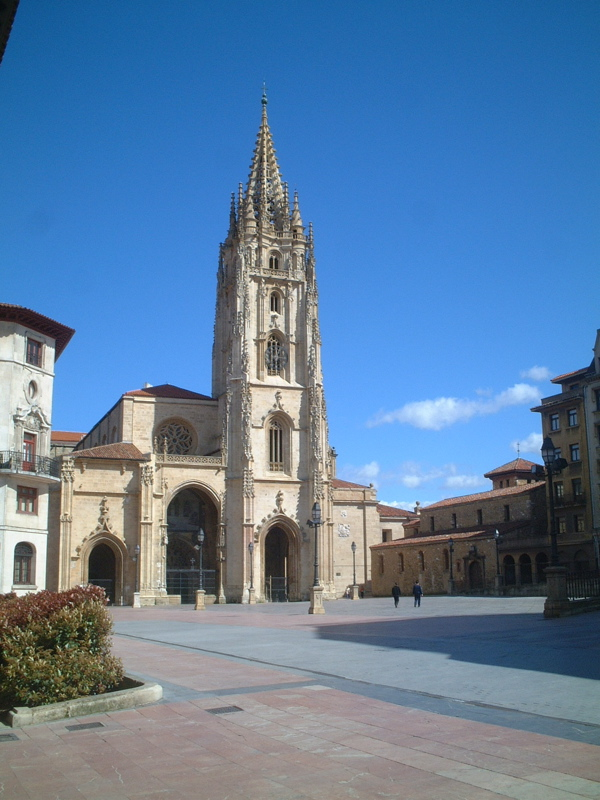
Собор Ов'єдо
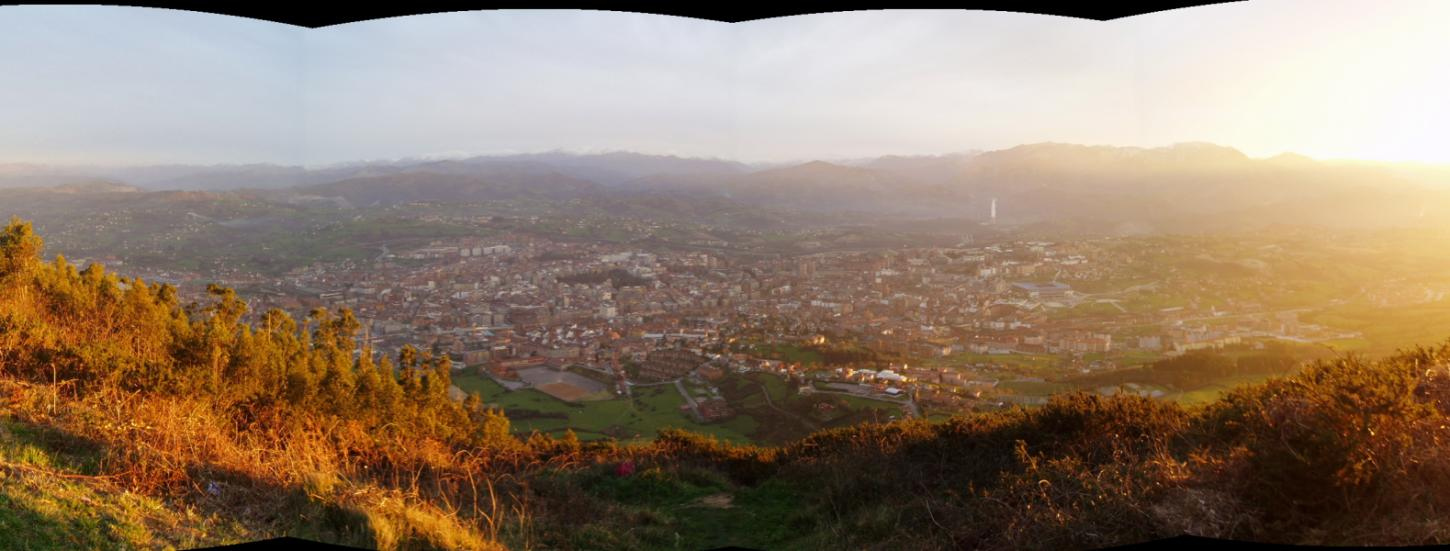
Ов'єдо з вершини гори Наранко
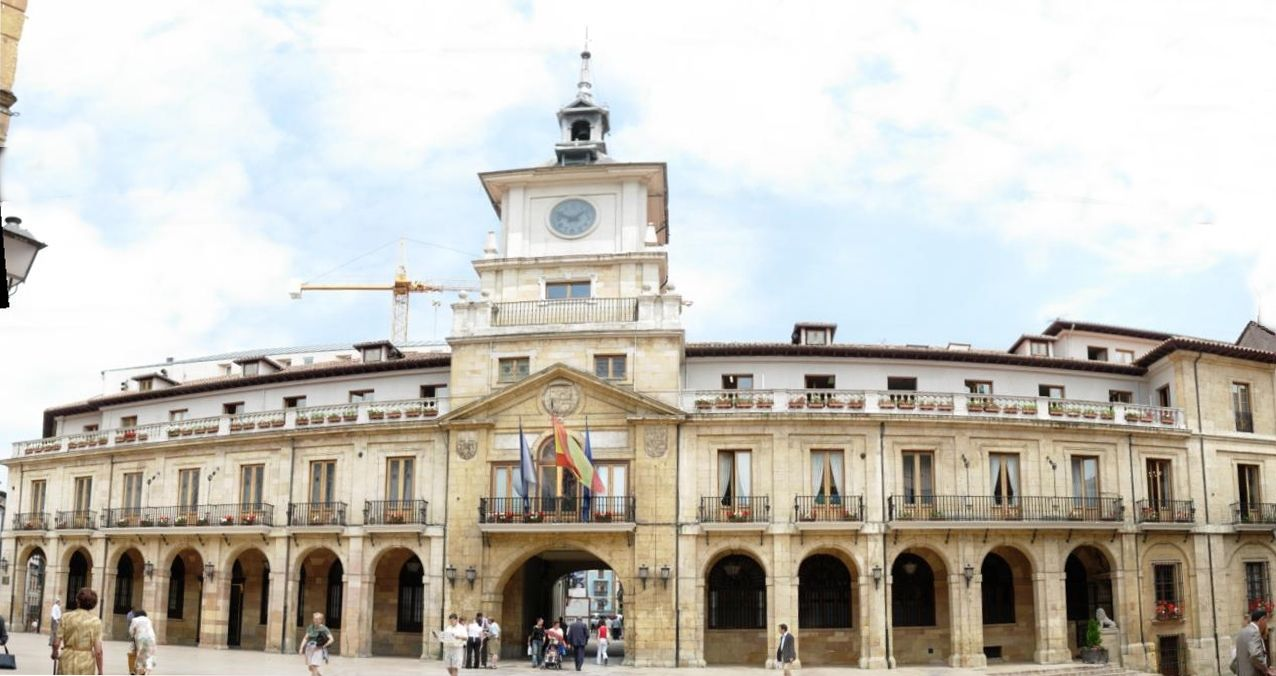
Муніципальна рада
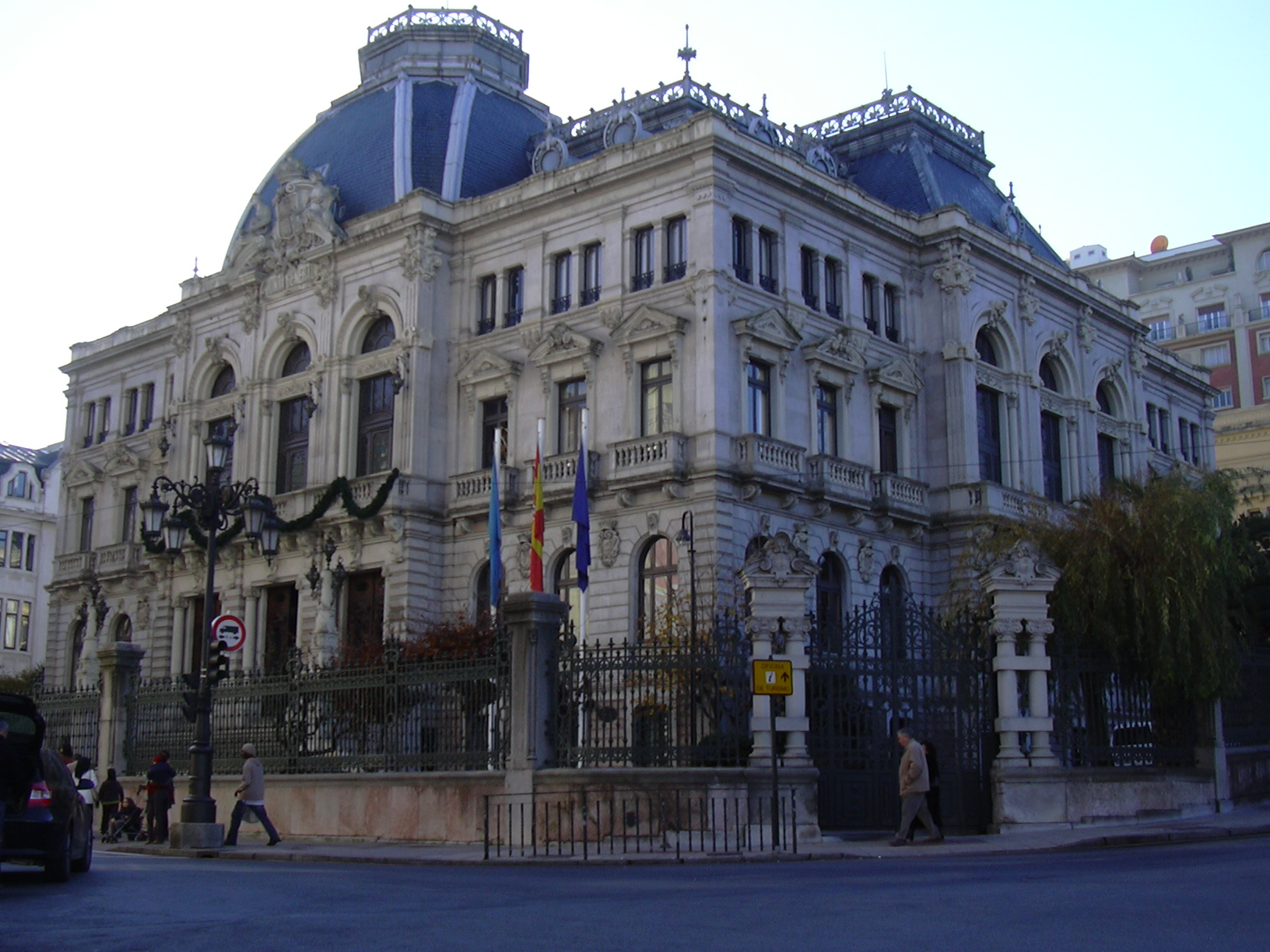
Будинок астурійської Хунти (провінційної ради)
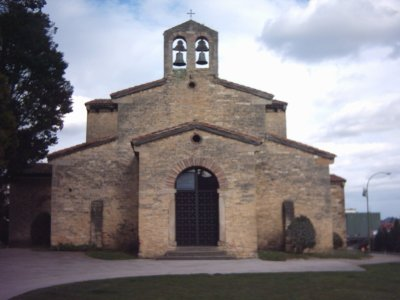
Сан-Хуліан-де-Лос-Прадос
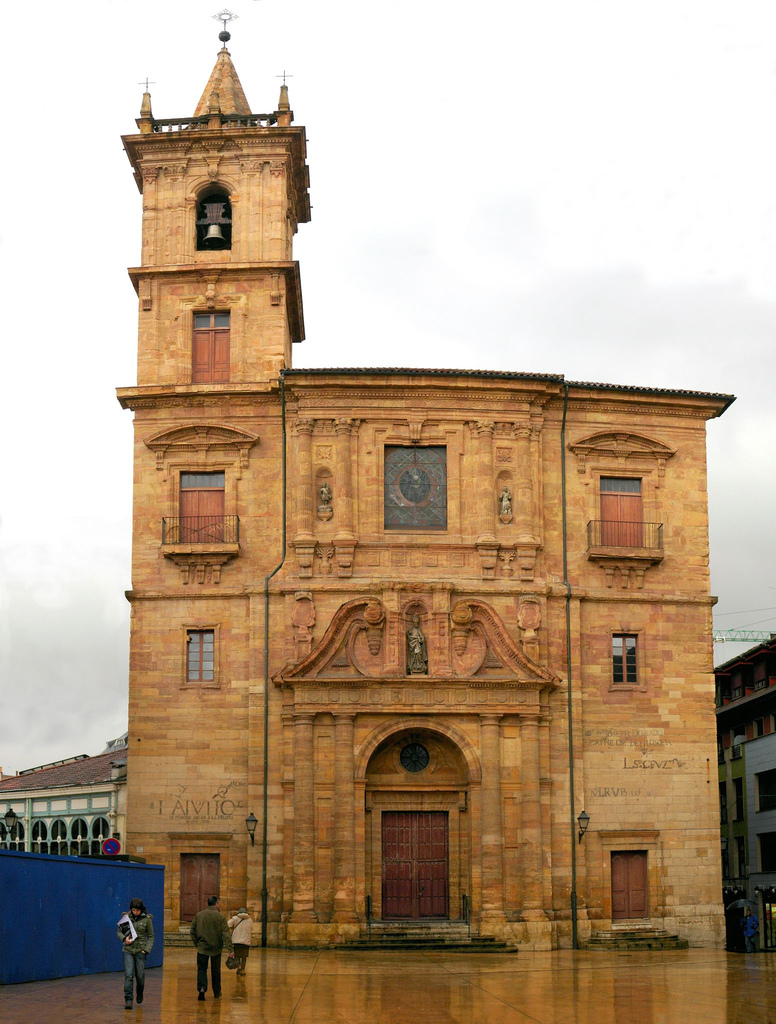
Церква Сан-Ісідоро-ель-Реаль